# 七公增十
牧夫座φ，又名BD+40 2907，HD 139641、SAO 45643、HR 5823，是牧夫座的一颗恒星，视星等为5.24，位于銀經64.95，銀緯53.37，其B1900.0坐标为赤經15h 34m 14s，赤緯+40° 53.37′ 44″。